# Moise Bambara
Moise Bambara (* 10. November 1984 in Ouagadougou) ist ein ehemaliger deutscher Fußballspieler, der in Burkina Faso geboren wurde.

## Karriere

### Vereinskarriere
Als Moise Bambara im Sommer 2004 vom ASV Cham zum damaligen Bayernligisten 1. FC Bad Kötzting wechselte, konnte er sich auf Anhieb einen Stammplatz erkämpfen. 2006 wechselte Bambara zum SSV Jahn Regensburg. Dort war er als rechter Außenverteidiger einer der Leistungsträger und feierte in der Saison 2006/07 die Meisterschaft  mit seinem Verein in der Bayernliga, die zum Aufstieg in die Regionalliga Süd berechtigt. Außerdem hatte er großen Anteil an der Qualifikation des SSV Jahn Regensburg zur 3. Liga in der Saison 2007/08. Nach der Saison 2008/09 wechselte er zum FC Ingolstadt 04, bei dem er sich schnell als Stammspieler etablierte. In der Saison 2009/10 stieg er mit dem FC Ingolstadt 04 in die 2. Bundesliga auf. Auch dort gehörte er in der Saison 2010/11 zur Stammbesetzung der „Schanzer“ und absolvierte in dieser Spielzeit 26 Ligaspiele für den Verein.
Am 11. Mai 2012 gab der FCI dann allerdings bekannt, dass der am 30. Juni 2012 auslaufende Vertrag Bambaras nicht mehr verlängert werde und der Spieler den Verein somit verlassen müsse.
Bambara wechselte zur Saison 2012/13 zum Zweitligakonkurrenten FSV Frankfurt. Sein erstes Zweitligator erzielte er am 28. Oktober 2012 gegen den SSV Jahn Regensburg.
Im Sommer 2013 beendete er seine aktive Karriere.

### Nationalmannschaft
Im November 2011 wurde Bambara von Paulo Duarte, Nationaltrainer Burkina Fasos, erstmals in das Aufgebot des Nationalteams berufen.

### Sonstiges
Während seiner aktiven Laufbahn als Profisportler schloss Moise Bambara zudem ein Studium der Betriebswirtschaftslehre ab, in dessen Folge er, nach der Beendigung seiner aktiven Sportlerlaufbahn, Erfahrungen in Finanzierungsfragen bei einer Großbank erwarb.